# Universidade de Quinxassa
A Universidade de Quinxassa (UNIKIN; em francês: Université de Kinshasa) é uma universidade pública, localizada em Quinxassa, na República Democrática do Congo. É referência para o ensino superior quinxassa-congolês. 
No ano acadêmico de 2004-2005, a Universidade tinha 23.250 estudantes. O corpo docente e de pesquisa era constituído por 508 professores e 700 pesquisadores; o pessoal administrativo era formado por 2.800 funcionários.
O campus principal da Universidade de Quinxassa está localizado a aproximadamente 25 km do centro da cidade de Quinxassa, na comuna de Lemba, mais precisamente no Monte Amba, conhecido como "Colina Inspirada", cobrindo uma área de 400 hectares.

## História
A história da Universidade de Quinxassa começa em 1924 com a criação, pela Universidade Católica de Lovaina (Bélgica), de uma instituição de ensino dedicada às ciências da saúde no Congo. Dessa iniciativa resultou a criação, por professores daquela universidade, da Fundação Médica da Universidade de Lovaina no Congo (FOMULAC) e, mais tarde, em 1927, do primeiro estabelecimento de saúde construído em Kisantu no Baixo Congo, onde se realizou o primeiro curso de formação para enfermeiros.
Em 1932, a Universidade de Lovaina criou, no mesmo local, uma seção de agronomia, à qual foram acrescentadas uma seção de ciências administrativas e comerciais (1936) e uma seção de assistência médica (1937). Em 1947, essas três seções foram agrupadas sob o nome de Centro Universitário Congolês de Lovaina, que foi transferido de Kisantu para Kimwenza, um subúrbio de Quinxassa.
Em 1954, o Centro Universitário foi transformado em uma universidade confessional católica, sem fins lucrativos, denominada Universidade Lovanium. As autoridades coloniais belgas a definiram como ainda dependente e afiliada à Universidade Católica de Lovaina. Quando foi inaugurada, a universidade recebeu pesados subsídios do governo colonial e financiamento da Fundação Ford, da Fundação Rockefeller e da Agência dos Estados Unidos para o Desenvolvimento Internacional (USAID). Nessa época, era tida como a melhor universidade da África.
Em agosto de 1971, foi feita a fusão da Universidade Lovanium com a Universidade Autônoma Protestante do Congo (em Quissangane) e com a Universidade de Estado de Élisabethville (em Lubumbashi) para formar a Universidade Nacional do Zaire (Université Nationale du Zaire, UNAZA).
Em 1980, ocorre uma enome greve dos estudantes universitários em Quinxassa exigindo do governo de Mobutu Sese Seko melhoria na condição das aulas e aumento nas bolsas de estudo. A greve acabou por se espalhar pelos demais campus da UNAZA. Como consequência da greve, em 1981 a Universidade Nacional do Zaire foi dividida em quatro instituições: a Universidade de Quissangane, Universidade de Lubumbashi, a Universidade de Quinxassa e o Instituto Facultário de Ciências Agronómicas de Iangambi (IFA-Iangambi).
Após a autonomia, o Estado zairense/quinxassa-congolês começou a aplicar um duro regime neoliberal e de austeridade para a educação superior no país, que afetou enormemente a Universidade, que, assim, entrou em progressivo declínio a partir de 1985, com a gradual degradação do seu patrimônio assim como das condições de trabalho dos estudantes, professores, pesquisadores e do pessoal administrativo. Aliado a isso, o governo pretendeu restringir o acesso ao ensino superior, fixando pesadas mensalidades a partir de 1985. Em 1989, foram efetuados cortes mais profundos na UNIKIN, com a suspensão de quase todas as bolsas de estudo e auxílios financeiros. Em 2002, o governo apenas contribuiu com 8.000 dólares americanos do orçamento anual estimado da universidade em 4,3 milhões de dólares americanos.
Em 9 de dezembro de 2015, após grandes protestos dos estudantes, o governo de Joseph Kabila começou a reforma das estruturas antigas da instituição, incluíndo edifícios e estradas de acesso ao campus. Em fevereiro de 2020, o governo de Félix Tshisekedi iniciou as reformas das condições de moradia do campus, com foco específico na reabilitação de residências estudantis; em 2023, 12 das 14 residências estudantis já estavam reabilitadas.

### Reator nuclear
O primeiro reator nuclear da África foi construído na Universidade de Quinxassa, em 1958. Conhecido como TRICO I, é um reator TRIGA construído pela General Atomics. "TRICO" é uma combinação do nome TRIGA (Training, Research, Isotopes, General Atomics) com o nome Congo.
O reator foi construído, ainda durante o domínio belga (1908 – 1960), com a ajuda do governo dos Estados Unidos, no âmbito do programa Atoms for Peace. O TRIGA I tinha uma capacidade estimada em 50 kilowatts e foi desativado em 1970. Em 1967, a União Africana criou um centro de pesquisa nuclear, o Centro Regional de Estudos Nucleares em francês:  Centre Régional d'Études Nucléaires de Kinshasa, e os Estados Unidos concordaram em fornecer outro reator TRIGA. O segundo reator, TRICO II, com capacidade estimada de um megawatt, foi posto em funcionamento em 1972.
Em 2001, o reator TRICO II foi dado como operacional, mas aparentemente havia sido colocado em standby desde 1998. Porém, como o governo quinxassa-congolês deixou de financiar o programa desde o final da década de 1980, os Estados Unidos têm-se recusado a enviar peças de reposição. Observadores da IAEA têm manifestado sua preocupação, diante da deterioração dos dois reatores e o urânio enriquecido que contêm.